# Травассо і Ойш-да-Рібейра
Травассо́ і О́йш-да-Рібе́йра (порт. Travassô e Óis da Ribeira; МФА: [tɾɐ.vɐ.ˈso i ˈɔjʒ dɐ ʁi.ˈbɐj.ɾɐ]) — парафія в Португалії, в муніципалітеті Агеда. Складова округу Авейру.  Входить до регіону Центр. За старим адміністративним поділом, що був чинним до 1976 року, територія парафії належала провінції Берегова Бейра. Заснована 28 січня 2013 року. Площа парафії — 11,13 км², населення — 2305 ос. (2011), густота населення — 207,1 осіб/км²
. Патрон — святі Михаїл і Адріан. Поштовий індекс — 3750. Код  — 010125.
```
Сформована із колишніх парафій 
Травассо
 й 
Ойш-да-Рібейра
.
```

## Географія

Агеда (2013)
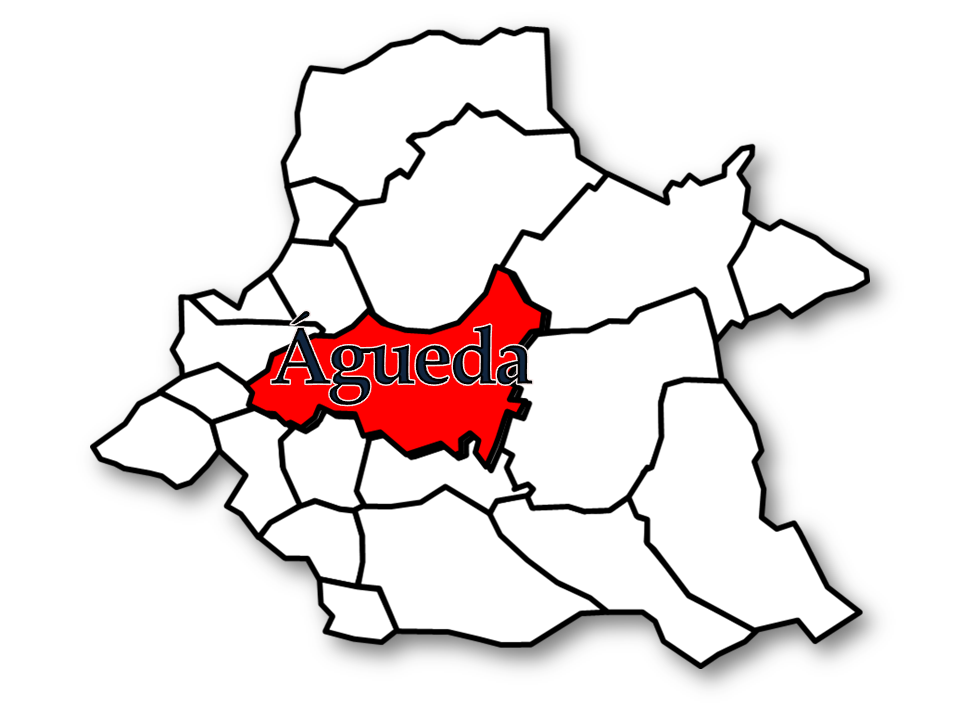
Агеда
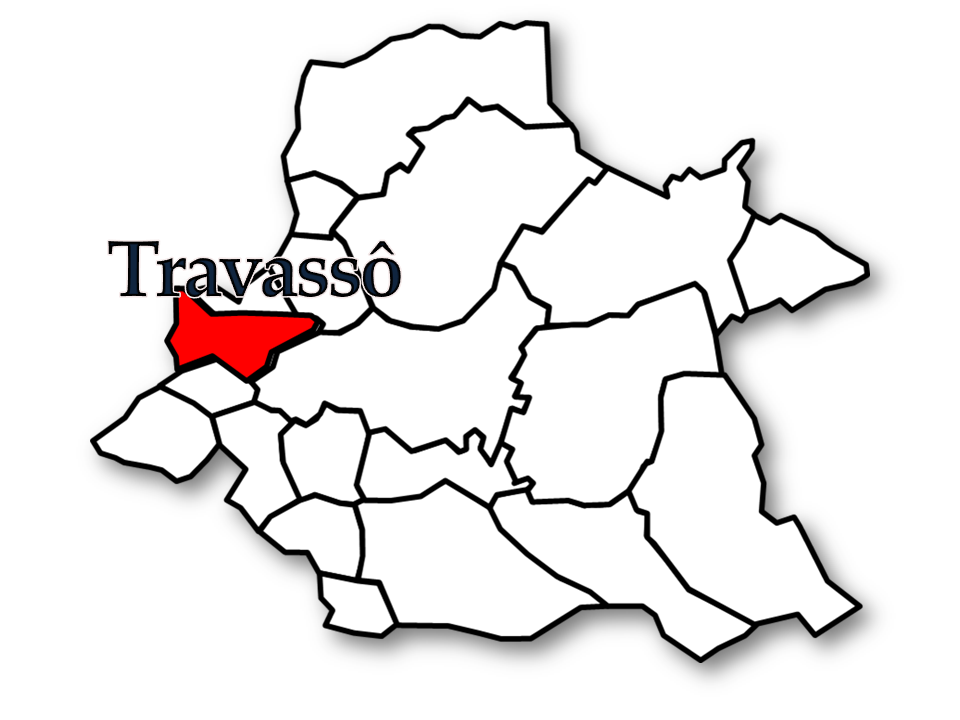
Травассо
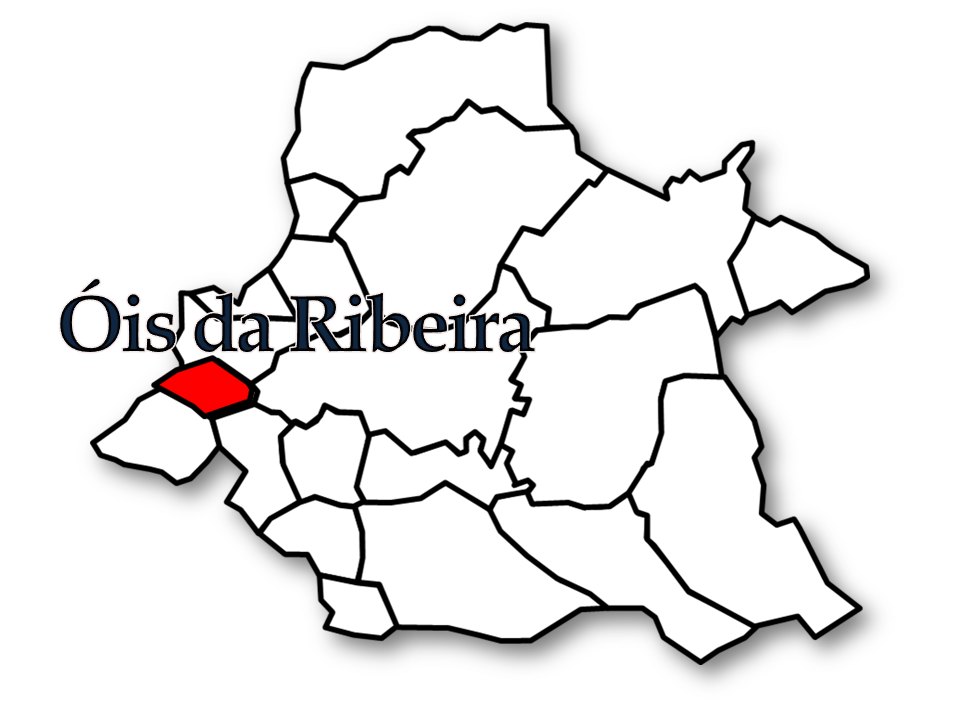
Ойш-да-Рібейра

## Населення
| 2011 |
| 2305 |